# Web Open Font Format
Web Open Font Format (WOFF) は、ウェブページで使用するためのフォント形式である。WOFFはOpenType又はTrueType形式のフォントを圧縮し、XMLによるメタデータを追加したものとなっている。WOFFには2つの主要な目標が有り、1つは、ローカル環境にインストールし、スタンドアローンアプリケーションで使用するフォントファイルと、Webフォントとして使用するフォントファイルを区別すること。もう1つは、フォントをWebサーバーからクライアントに転送する際のレイテンシの削減である。

## 標準化
WOFF 1の最初の草案は、Jonathan KewによるSFNT形式のフォントから変換するためのリファレンス実装と共に、Jonathan Kew、Tal Leming及びErik van Bloklandによって2009年に公開された。2010年4月にMozilla Foundation、オペラ・ソフトウェア及びマイクロソフトがWOFF 1の仕様をW3Cに提出し、W3Cは「WOFFは全てのウェブブラウザが対応する相互運用が可能な唯一のフォント形式に直ぐになる予定だ。」とコメントした。同年7月にW3Cは作業草稿としてWOFF 1を公開した。最終草案は2012年12月13日にW3C勧告として公開された。
WOFF 2の仕様はGoogleによるリファレンス実装と共に公開された。WOFF 2ではフォントの圧縮にBrotliを使用するように改善された。WOFF 2は2018年3月にW3C勧告となった。

## 仕様
WOFFはウェブページに埋め込むことができるように、変換ツールによって圧縮されたSFNTベースのフォントを含むラッパーである。WOFF 1では広く一般で利用されているzlibを使用して圧縮しており、一般的なTrueTypeフォントでは6割以下のファイルサイズにすることができる。CFF形式のOpenTypeフォントは圧縮済みなので、ファイルサイズは殆ど変わらない。

## 対応状況
WOFF 1は書体ファウンドリとしても知られている多くのフォント制作企業による支援を受けており、全ての主要なブラウザが対応している。
- Google Chrome 6以降[15]
- Microsoft Edge 12以降[15]
- Mozilla Firefox 3.5以降[15]
- Internet Explorer 9以降[15]
- Opera 11.1以降[15]
- Safari 5.1以降[15]

WOFF 2はBrotliの採用やその他の改善によって、WOFF 1から3割以上のファイルサイズの削減が行われている。
- Google Chrome 36以降[15]
- Microsoft Edge 14以降[15]
- Mozilla Firefox 39以降[15]
- Opera 23以降[15]
- Safari 10以降[15]

一部のブラウザは同一生成元ポリシーを適用し、異なるドメイン間でWOFFが使用されることを防いでいる。この制限はCSS3のFonts Moduleの一部であり、全てのフォント形式に適用され、フォントを提供するWebサーバーによってオーバーライドすることができる。
幾つかのWebサーバーでは、ファイルを正しく提供するためにMIMEタイプを手動で追加する必要がある場合がある。2017年2月以降、WOFF 1ではfont/woff、WOFF 2ではfont/woff2が適切なMIMEタイプである。WOFF 1の以前の標準MIMEタイプはapplication/font-woffであり、一部のアプリケーションではこの古いMIMEタイプを使用している場合があるが、このMIMEタイプは現在は非推奨である。